# Catachlorops vespertinus
Catachlorops vespertinus är en tvåvingeart som först beskrevs av Joseph Charles Bequaert och Renjifo-salce 1946.  Catachlorops vespertinus ingår i släktet Catachlorops och familjen bromsar. Inga underarter finns listade i Catalogue of Life.